# Opylení

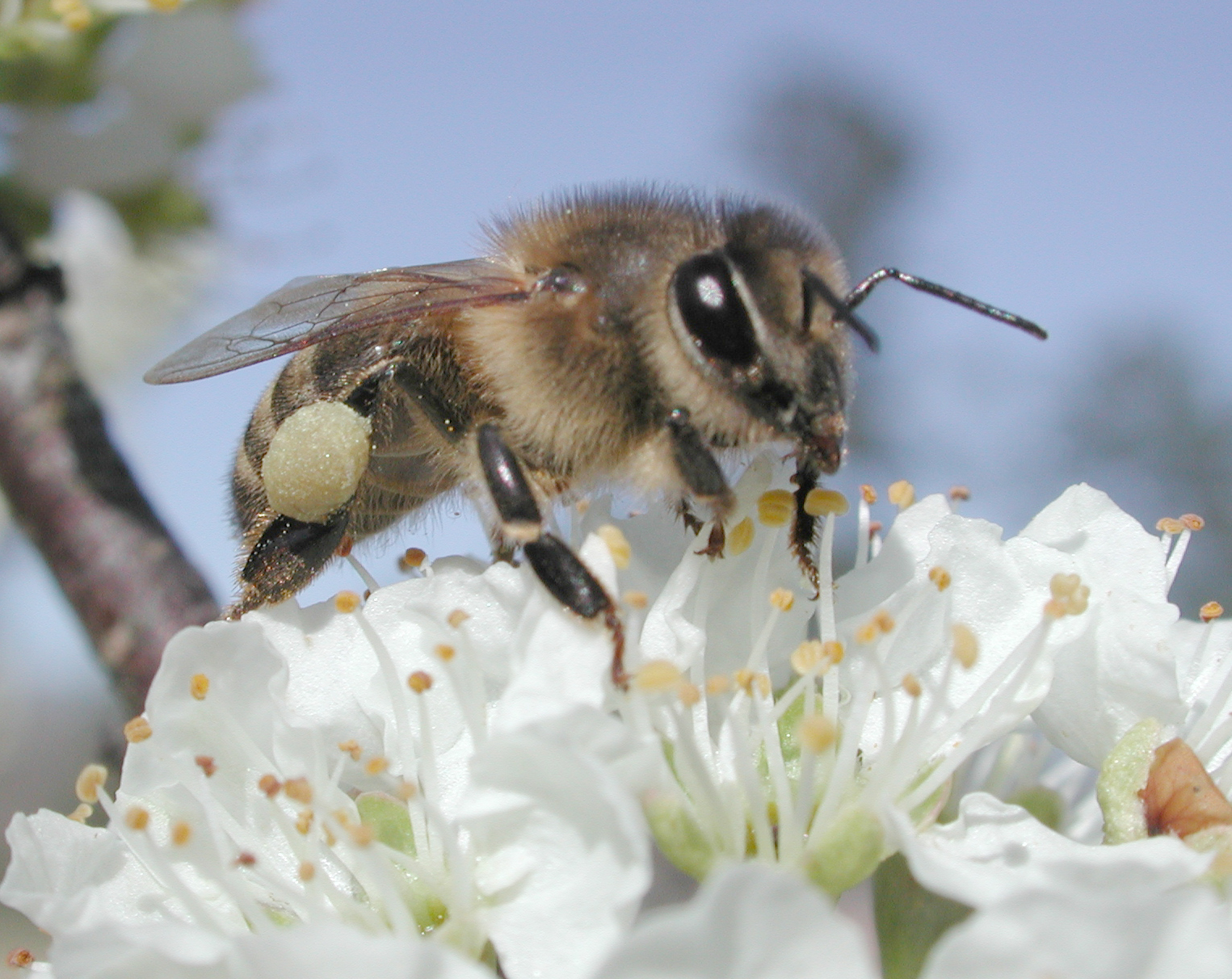
Včela opylující květ

Opylení je děj, při kterém se samčí rostlinné buňky (pyl) přenášejí na samičí orgány květu (blizna). Opylení je nutný předpoklad k tomu, aby mohlo dojít k oplození a později vzniknout semeno. U krytosemenných rostlin je pyl přenášen na bliznu a nikoliv přímo na vajíčko jako u nahosemenných rostlin. Zralé pylové zrno je tvořeno větší buňkou vegetativní a menší generativní. Ta se později rozdělí na dvě buňky spermatické.

## Evoluční historie opylování
Nové objevy fosilií popsané v listopadu roku 2019 dokládají, že opylování probíhalo již v období přelomu spodní a svrchní křídy, asi před 99 miliony let (doba existence druhohorních dinosaurů).

## Mechanismus opylení
Opylení nejčastěji zprostředkovává:
- vítr (větrosprašnost = anemogamie)
- voda (hydrogamie)
- živočich (zoogamie)
  - hmyz (hmyzosprašnost = entomogamie)
    - brouci (kantarogamie)

  - měkkýši (malakogamie)
  - ptáci (ornitogamie)
  - kaloni (chiropterogamie)[2]

Pokud se na opylování podílí živočich, je celý proces silně ovlivněn jevem zvaným koevoluce. Při ní se opylovač snaží získat nektar či pyl při co nejnižším vynaloženém úsilí, zatímco rostlina se snaží zajistit, aby její květy byly správně opyleny. Může tak docházet ke vzniku téměř bizarně vypadajících květů, úzce specializovaných na určitého opylovače (z našich rostlin například tořiče).
Ve střední Evropě převažuje entomogamie, asi 80 % rostlin je tzv. hmyzosnubných (např. ovocné dřeviny jako jabloň, hrušeň, švestka, třešeň, angrešt, malina, ostružina, dále řepka olejka, jetel, okurka, dýně, mrkev, trnka...). Oproti všeobecnému přesvědčení jsou hlavními opylovači evropského mírného pásu čmeláci a pestřenky. Všeobecně známá včela medonosná má pro opylování rostlin ve skutečnosti ještě menší význam než různé druhy dvoukřídlého hmyzu nebo brouků, je však (stejně jako motýli) nápadná a díky tomu přeceňovaná. Její význam je především hospodářský, protože navštěvuje některé hmyzosnubné plodiny, ale její ekologický přínos se ukazuje být přinejmenším sporným, neboť intenzivní chov včel významně narušuje přirozenou síť vztahů mezi opylovači a rostlinami.
Druhým nejčastějším mechanismem přenosu pylu mezi květy je ve střední Evropě anemogamie, asi 20% rostlin je tzv. větrosnubných (z kulturních rostlin všechny druhy obilovin jako pšenice, ječmen, žito, oves, kukuřice, dále například líska, ořešák). Počet druhů anemogamních rostlin je sice nižší, než počet druhů entomogamních, co do množství biomasy jsou však zásadní jak v ekosystémech (např. luční společenstva), tak v zemědělské výrobě (všechny obilniny). Jsou také hlavními zdroji pylových zrn způsobujících alergické reakce citlivých jedinců.
Opylování jinými způsoby (hydrogamie, ornitogamie, chiropterogamie apod.) je ve středoevropské přírodě málo zastoupeno a má větší význam a zastoupení v tropických ekosystémech. Například některé druhy středoamerických orchidejí a dalších rostlin (např. tučnic) jsou opylovány kolibříky.

## Samosprašnost a cizosprašnost
- Rostliny mohou být cizosprašné (alogamické), k úspěšnému oplození vajíčka dojde pouze při opylení pylem pocházejícím od jiného jedince (čistě alogamické jsou již z logiky věci rostliny dvoudomé, například láčkovky, ale najdeme je i mezi rostlinami s oboupohlavnými květy)
- Nebo mohou být samosprašné (autogamické), to znamená, že jsou schopné se opylit i vlastním pylem (např. fazole, hrách a některé odrůdy višní).

Samoopylení je z genetických důvodů většinou nevýhodné, neboť jde o příbuzenské křížení, proto se tomu rostliny brání například těmito způsoby:
- protandrie, proterandrie = nejprve dozrávají pylová zrna,
- protogynie, proterogynie = nejprve dozrávají vajíčka v semeníku,
- heterostylie = pyl z tyčinek se nemůže přenést na bliznu.[5]
- autoinkompatibilita = pyl přenesený na vlastní bliznu není schopen vyklíčit nebo se postupně zastavuje růst pylové láčky.

Většina rostlin však není samosprašná či cizosprašná obligátně. Samosprašnost se může vyskytovat jako vlastnost pouze některých populací či jedinců daného druhu, resp. kultivarů dané plodiny, nebo může být ovlivněna vnějšími podmínkami. I samosprašné rostliny mají obvykle větší produkci plodů (a tedy i semen), pokud jsou cizosprášeny a těží z výhod křížení mezi nepříbuznými jedinci. Naopak rostliny, které se za normálních okolností chovají cizosprašně, mohou za určitých podmínek vytvořit semena samosprášením, neboť by jinak zcela pozbyly možnost se rozmnožit.